# Oplysninger til Borgerne om Samfundet
 Denne artikel omhandler TV-programmet. For andre betydninger af OBS, se OBS.
Oplysninger til Borgerne om Samfundet eller også forkortet OBS er en tv-udseendelse på DR, som har til formål at bringe samfundsinformation af generel interesse for seerne i form af korte oplysningsfilm. 
OBS startede i 1977 efter inspiration fra Sveriges Televisions "Anslagstavlan".